# Эмери, Жак-Андре
Жак-Андре Эмери (фр. Jacques-André Émery; 26 августа 1732, Жекс, департамент Эн, Франция — 28 апреля 1811, Париж) — французский писатель

, католический священнослужитель. Генеральный настоятель ордена Сульпициане (1782—1811). С 1790 по 1802 год — исполнял обязанности Архиепископа Парижа вместо изгнанного в годы Великой Французской революции архиепископа Антуана Леклер де Жюинье.

## Биография
Получил образование у кармелитов в Жексе и у иезуитов в Маконе . Затем поступил в духовную семинарию в Лионе, продолжил обучение в Париже. Там вступил в орден Сульпициан и в 1758 году был рукоположен. Вскоре после этого получил должность преподавателя в семинарии в Орлеане, с 1764 года — в Лионе.
В 1776 году стал настоятелем семинарии в Анже, в 1777 году — помощником генерального настоятеля Сульпициан. В 1782 году общее собрание сульпицианцев избрало его преемником умершего генерального настоятеля и одновременно главой семинарии в Париже.
Во время Французской революции было арестовано большое количество учителей и семинаристов, поэтому в 1792 г. Эмери решил навсегда закрыть семинарию. В 1793 году дважды находился в заключении.
13 июня 1810 года Наполеон издал декрет об упразднении Сульпицианской конгрегации. Чувствуя, что дело его жизни уничтожено, Эмери умер 28 апреля 1811 года.
Автор сочинений о религии, морали, истории, философии и т. д., написанных на латинском  и французском языках.

## Избранные труды
- «Esprit de Leibnitz, ou Recueil de pensées choisies sur la religion, la morale, l’histoire et la philosophie» (1772; 2 изд., 1804);
- «Esprit de sainte Thérèse» (1775);
- «Principes de Bossuet et de Fénelon sur la souveraineté» (1791);
- «Politique du bon vieux temps» (1797);
- «Le Christianisme de François Bacon» (1799);
- «Moyens de ramener l’unité catholique dans l’Eglise» (1802);
- «Pensées de Descartes» (1811);
- «Nouveaux opuscules» (1807).